# Anke Diemert
Anke Diemert (* 1976) ist eine deutsche Medizinerin, Professorin für Hebammenwissenschaft, Geburtshilfe und Pränatalmedizin. Sie ist Lehrstuhlinhaberin an der Universität Hamburg, Gründungsprofessorin des Studiengangs für Hebammenwissenschaft und stellvertretende Direktorin der Klinik für Geburtshilfe und Pränatalmedizin des Universitätsklinikums Hamburg-Eppendorf (UKE).

## Leben
Anke Diemert absolvierte 1995 ihr Abitur am Gymnasium Gerresheim in Düsseldorf und nahm anschließend ihr Studium der Medizin an der Universität zu Lübeck auf. Das Studium schloss sie mit dem Staatsexamen ab.
2005 wurde sie bei Wolfgang Küpker an der Universität zu Lübeck promoviert. Der Titel der Promotionsschrift lautet „15-deoxy-delta 12,14- prostaglandin J2 induces caspase dependent apoptosis in Leydig Cell Progenitors“. Die experimentellen Untersuchungen für diese Arbeit führte sie an der Rockefeller University, New York, USA 2001–2003 im Labor von Patricia Morris durch. In dieser Zeit erwarb sie auch den Berufsdoktorgrad Doctor of Medicine (M.D.) des Liaison Committee on Medical Education (LCME), einer unabhängigen Einrichtung der Association of American Medical Colleges, und der American Medical Association (AMA).
2011 erwarb sie den Titel Fachärztin für Frauenheilkunde und Geburtshilfe am Universitätsklinikum Hamburg-Eppendorf (UKE) der Universität Hamburg. 2015 wurde sie dort zur Oberärztin ernannt, seit 2021 ist sie stellvertretende Klinikdirektorin der Klinik für Geburtshilfe und Pränatalmedizin.
2018 habilitierte sie sich an der Universität Hamburg und es wurde ihr die Lehrbefugnis für das Fach Frauenheilkunde und Geburtshilfe erteilt. Seit 2020 ist sie dort ordentliche Universitätsprofessorin und Lehrstuhlinhaberin.
Anke Diemert ist mit dem Kardiologen Patrick Diemert (geb. Linsel-Nitschke) verheiratet und hat zwei Söhne (* 2009, * 2012).

## Lehre
Im Rahmen ihrer Tätigkeit an der Universität Hamburg und dem Universitätsklinikum Hamburg-Eppendorf (UKE) ist Anke Diemert an der akademischen Etablierung der Hebammenausbildung beteiligt. Sie war federführend bei der Entwicklung und Einführung des dualen Bachelorstudiengangs Hebammenwissenschaft, der seit dem Wintersemester 2020/2021 an der Universität Hamburg angeboten wird.

## Forschung
Schwerpunkt der Forschung von Anke Diemert ist die Pränatalmedizin.
Ein weiterer Schwerpunkt ihrer Forschung liegt auf der Untersuchung externer Einflussfaktoren auf Schwangerschaftsverläufe, insbesondere im Kontext des Klimawandels. So war sie an einer Studie beteiligt, die einen Zusammenhang zwischen hohen Außentemperaturen und einem erhöhten Risiko für späte Frühgeburten identifizierte.
Darüber hinaus engagiert sich Diemert in der Erforschung früher Einflussfaktoren auf Gesundheit und Krankheit im Kindes- und Jugendalter. In ihrer Rolle am Deutschen Zentrum für Kinder- und Jugendgesundheit (DZKJ) in Hamburg konzentriert sie sich auf die Integration von Patientinnen, Eltern und der Öffentlichkeit in die Forschung, um die Gesundheitsversorgung nachhaltig zu verbessern.

## Publikationen
Das wissenschaftliche Werk von Anke Diemert umfasst über 70 Veröffentlichungen (Stand 2021).